# كونغرس الاتحاد الأوروبي

نسخة مقوسة من شعار الاتحاد الأوروبي لكرة القدم.

كونغرس الاتحاد الأوروبي لكرة القدم ((بالفرنسية: Congrès de l'UEFA)‏، (بالألمانية: UEFA-Kongress)) هو الجهاز الأعلى المهيمن على الاتحاد الأوروبي لكرة القدم (UEFA) الهيئة الإدارية لكرة القدم وكرة الصالات في أوروبا، وهو أحد الاتحادات القارية الستة للهيئة الحاكمة لكرة القدم العالمية، الاتحاد الدولي لكرة القدم (فيفا). يتألف الاتحاد الأوروبي لكرة القدم من 55 اتحادًا عضوًا.
في الاتحاد مؤتمرات عادية أو غير عادية. تجتمع المؤتمرات العادية سنويًا عادةً بين شهري فبراير ومايو. يُعقد عقد مؤتمر استثنائي تحت إشراف اللجنة التنفيذية للاتحاد الأوروبي لكرة القدم أو بناءً على طلب كتابي من خمس أو أكثر من اتحادات الاتحاد الأوروبي لكرة القدم، للتعامل مع المسائل المالية و/أو المسائل ذات الأهمية الخاصة. يتمتع كل من الأعضاء الخمسة والخمسين في الاتحاد الأوروبي لكرة القدم بصوت واحد في المؤتمر. أعضاء الاتحاد الأوروبي لكرة القدم مسؤولون عن انتخاب رئيس الاتحاد الأوروبي لكرة القدم وأعضاء اللجنة التنفيذية للاتحاد الأوروبي لكرة القدم.
انعقدت آخر جلسة من المؤتمر العادي الثامن والأربعين للاتحاد الأوروبي لكرة القدم، في الثامن من فبراير 2024 في باريس بفرنسا. ومن المقرر عقد المؤتمر المقبل في الثالث من أبريل 2025 في بلغراد بصربيا.

## تاريخ الكونغرس
أسس الاتحاد الأوروبي لكرة القدم في 15 يونيو 1954 في بازلل بسويسرا، وكان عدد أعضائه 31 عضوًا. ثم انعقد المؤتمر الأول في العام التالي، في 2 مارس 1955 في فيينا بالنمسا. وحتى عام 1968، كانت الاجتماعات تُعرف باسم الجمعيات العامة. وانعقد المؤتمر الاستثنائي الأول في الحادي عشر من ديسمبر 1959 في باريس بفرنسا. أما المؤتمر الاستثنائي الأخير فقد انعقد في زيورخ في العشرين من سبتمبر 2017، وكان المؤتمر الثالث عشر الذي يعقد.